# Рязань (Смоленская область)
Рязань — Деревня в Дорогобужском районе Смоленской области России. Входит в состав Фрунзенского сельского поселения.
Население — 5 жителей (2007 год).
Расположена в центральной части области в 9 км к северо-западу от Дорогобужа, в 5 км западнее автодороги Р137 Сафоново — Рославль. В 10 км севернее от деревни находится железнодорожная станция Сафоново на линии Москва — Минск.
В деревне родилась Герой Социалистического Труда Нина Котова.

## История
В годы Великой Отечественной войны деревня была оккупирована гитлеровскими войсками в октябре 1941 года, освобождена в сентябре 1943 года.